# Fleurette de Nérac
Fleurette de Nérac († 25. August 1592 in Nérac) war eine Mätresse des französischen Königs Heinrich IV.

## Leben
Fleurette war die Tochter des königlichen Landschaftsgärtners im Schloss Nérac und in Heinrich von Navarra verliebt. Die Affäre dauerte von 1571 bis 1572. Eine Legende berichtete, dass der spätere König Heinrich IV. mit ihr eines Abends ein Rendezvous vereinbart und Fleurette die ganze Nacht vergeblich auf ihn gewartet habe. Voller Hoffnungslosigkeit habe sie sich daraufhin in die Wasser der Baïse geworfen und sei dabei ertrunken. Noch heute steht ihre Statue im Park de la Garenne, und einige sehen hier gerne den Ursprung des französischen Ausdrucks „conter fleurette“, aus dem dann das englische „flirten“ entstanden sein soll.